# Емі Гудман
Емі Гудман (англ. Amy Goodman) — американська теле- і радіожурналістка, колумністка, журналістка-розслідувачка, ведуча. Одним з найбільших досягнень її кар'єри є висвітлення руху незалежності Східного Тимора та дослідження впливу діяльності корпорації Chevron на ситуацію в Нігерії. У 1996 році Гудман запустила власну програму новин «Демократія зараз!», яка щоденно виходила в ефір по телебаченню, радіо та в інтернеті. 
Гудман є власницею численних нагород. Авторка шістьох книг, зокрема, «Заглушена більшість: Історії повстання, окупації, опору та надії» (2012) та «Демократія зараз! : Двадцять років, що охоплюють рухи, які змінюють Америку» (2016).

## Життєпис
Батько й мати Гудман були активістами. Джордж Гудман працював офтальмологом і був членом-засновником асоціації «Лікарі соціальної відповідальності» Лонг Айленда. Мати, Дороті Гудман, вчителька літератури та соціальна працівниця, заснувала місцевий підрозділ миротворчої групи SANE/Freeze. Один з братів Гудман, Девід Гудман, також є журналістом-розслідувачем та співавтором її книг.
Емі Гудман походить з нерелігійної єврейської сім'ї. Її дід по матері був православним рабином. Емі виросла в Бей-Шор, Нью-Йорк. Закінчила Бей-Шорську середню школу в 1975 р., а також Радкліффський коледж у 1984 р. зі ступенем з антропології. Гудман провела рік навчання в коледжі Атлантики в Бар-Харбор, штат Мен.

## Кар'єра журналістки-розслідувачки
У 1991 році, висвітлюючи рух за незалежність Східного Тимора, Гудман з колегою Алланом Найрном заявили, що їх побили індонезійські солдати. Це сталося через те, що журналісти стали свідками масових вбивств тиморських демонстрантів (загалом було вбито близько 250 осіб). Пізніше цю подію назовуть різаниною в Санта-Крус. 
У 1998 році Гудман та журналіст Джеремі Скейл (у майбутньому -  один з засновників The Intercept) документально підтвердили роль корпорації Chevron у конфлікті між нігерійською армією та селянами, які на знак протесту проти забруднення навколишнього середовища захопили нафтові вишки та обладнання, що належало нафтовій корпорації. Журналісти з’ясували, що 28 травня 1998 р. компанія надала вертольоти для військово-морського флоту Нігерії та доправила нігерійську поліцію (MOPOL) на свою нафтову платформу «Паребе», яку захопили селяни. Внаслідок сутичок нігерійські військові застрелили двох протестувальників (Джала Огунгбеке та Аролеки Ірованіні) та поранили 11 інших людей. Представник Chevron Sola Omole визнав, що залучити війська вимагало саме керівництво компанії Chevron. Документальний фільм, створений на основі цих подій («Буріння і вбивство: Chevron та нігерійська нафтова диктатура» у 1998 році отримав нагороду Джорджа Полка.
У 2016 році Гудман була фігуранткою кримінальної справи, яку відкрили через висвітлення нею протестів проти будівництва трубопроводу Dakota Access. Звинувачення розкритикував Комітет захисту журналістів і їх було відхилено 17 жовтня 2016 року.
Майкл Деллі Карпіні, декан школи комунікації Анненберг, сказав про роботу Гудман: "Вона не є письменницею, вона дотримується фактів… Вона висвітлює точки зору, які змушують вас думати".

### Демократія зараз!
Близько 10 років Гудман була директоркою редакції новин радіостанції Pacificia WBAI в Нью-Йорку, а надалі заснувала там власне новинне шоу «Демократія зараз!». Ця програма - єдина на той час годинна програма новин, що випускалася у прямому ефірі одночасно для телебачення, Інтернету та радіо.  За продюсерства Гудман шоу стало найбільшим незалежним джерелом новин у Сполучених Штатах і на початку XXI століття його транслювали понад 750 радіо- та телевізійних станцій, включаючи громадське радіо та громадське телебачення, а також - в Інтернеті та на міжнародних каналах мовлення. Професор та медіа-критик Роберт Маккесні у 1996 році назвав програму «Демократія зараз!» Репортаж про війну та мир» «певно, найзначнішим прогресивним новинним інститутом того часу». 
Водночас у 2001 році вихід шоу було призупинено через конфлікт колективу радіостанції Pacifica з членами Ради директорів Pacifica. Телевізійне обладнання перемістили до приміщення колишньої пожежної частини, з якої воно транслювалося до 13 листопада 2009 року. Згодом програма переїхала у колишню майстерню в районі Челсі (Мангеттен).  

### Арешт у 2008 році
Під час Республіканського національного конгресу (2008 р.) кілька колег Емі Гудман з «Демократії зараз!» були затримані поліцією та заарештовані. Під час спроби з'ясувати, що з ними сталося, арештували і саму Гудман. Її звинуватили у перешкоджанні суду та втручанні у роботу поліції. Ще кількох членів колективу програми «Демократії зараз!», включаючи журналіста Шаріфа Абдела Куддоса, звинуватили у підбурюванні до бунту. Ці арешти було зафіксовано на відео. Пізніше усіх затриманих звільнили, а звинувачення були зняті. Водночас сама Гудман подала позов проти поліцейських департаментів та Секретної служби, внаслідок якого відсудила у них 100 000 доларів США компенсації. Також суд зобов’язав відповідачів організувати навчання для поліцейських щодо прав журналістів та громадськості. 

### Дугласький прикордонний інцидент
25 листопада 2009 року Емі Гудман затримали під час перетину кордону на переході Блейна-Дугласа, коли вона прямувала на заплановану у публічній бібліотеці Ванкувера зустріч. Прикордонники опитали її щодо запланованих тем обговорення. Вони хотіли дізнатись, чи обговорюватиметься під час зустрічі Гудман тема підготовки до Олімпійських ігор 2010 в Канаді. Правоохоронці переймалися, що корінне населелення невдоволене підготовкою Олімпіади, бо остерігається, що вони приведуть на їхні землі забагато туристів, а нерухомість буде активно продаватися. У 2006 році в Західному Ванкувері навіть спалахнули протести проти будівництва нової магістралі для Олімпіади. Тоді було затримано понад 20 людей, а двох місцевих жительок (Бетті Кравчик і Гаррієт Нахані) було заарештовано. Гаррієтт Нахані, літня жінка, померла невдовзі після ув'язнення внаслідок загострення захворювання у в'язниці. На думку критиків, незважаючи на твердження про "найзеленіші Олімпійські ігри" насправді у підсумку Олімпіада-2010 завдала значної екологічної шкоди. 
Після півторагодинного допиту Гудман, врешті, дозволили в'їхати до Канади, але прикордонники сфотографували її встановили вимогу залишити країну протягом наступних 48 годин.

### Протести проти трубопроводу у Північній Дакоті
У вересні 2016 року Гудман висвітлювала акції протесту проти будівництва трубопроводу Dakota Access Pipeline у окрузі Мортон, штат Північна Дакота. Журналісти зафіксували на відео як співробітники служби безпеки розпилюють перцевий газ і нацьковують собак на демонстрантів. За ці зйомки прокурор Ладд Еріксон звинуватив Гудман у підбурюванні до масових заворушень та видав ордер на її арешт. Еріксон наполягав, що Гудман вела себе як «протестувальниця», а не як журналістка, бо «все, про що вона повідомила, описувалося з позиції обґрунтування причин для протестних дій».
17 жовтня Гудман повернулась до графства Мортон, заявивши, що боротиметься з обвинуваченнями проти неї, оскільки вони «висунуті в порушення першої поправки, яка гарантує свободу преси". Емі Гудман підтримав Комітет захисту журналістів, засудивши «спробу залякати журналістів за висвітдлення протестів, що представляють значні суспільні інтереси […]. Влада в Північній Дакоті повинна відкликати звинувачення проти Емі Гудман та забезпечити журналістам можливості для виконання їхніх обов’язків». Стів Андріст, виконавчий директор Association Press, також висловив «стурбованість тим, що була покарана саме ця журналістка, присутня на події того дня». Влада заявила, що «Гудман було висунуто звинувачення, оскільки її ідентифікували на відеоматеріалах».
17 жовтня 2016 року справу було закрито окружним суддею Джоном Грінстейнером, який не знайшов причини для підтримки обвинувачення. Водночас ця ситуація підвищила рівень обізнаності громадськості про акції протесту Dakota Access Pipeline. Емі Гудман у підсумку випустила програму Демократія зараз!, вийшовши в ефір з-під будівлі суду округу Мортон.  

## Визнання
Емі Гудман отримала десятки нагород за свою роботу, включаючи премію Роберта Ф. Кеннеді за міжнародну звітність (1993 р., Разом з Аллан Найрном) та премію Джорджа Полка (1998 р. З Джеремі Скейллом). 2 жовтня 2004 року Гудман була висунута Радою з американсько-ісламських відносин на отримання «Премії ісламської громади за журналістику». 18 листопада 2004 року отримала премію Томаса Мертона. У 2006 році отримала національну премію Пуффіна за креативне громадянство. Гудман тоді заявляла, що має намір використати кошти від премії для продовження розвитку програми.
Гудман одержала премію «За право життя» у 2008 році. «Належний фонд засобів до існування» оцінив її «розробку інноваційної моделі дійсно незалежної публічної діяльності, яка дає мільйонам людей альтернативну точку зору, чого часто не роблять найбільші засоби масової інформації».
31 березня 2009 року Емі Гудман разом з Гленном Грінвальдом одержали премію Іззі (названу на честь журналіста І. Ф. «Іззі» Стоун) за «спеціальні досягнення в незалежних ЗМІ». Нагорода представлена парк-центром Ithaca College для Independent Media.
Емі Гудман також є власницею премії «За право на існування» (2008). У 2012 році Гудман за значний внесок у пропаганду міцного міжнародного миру нагороджена відзнакою «Ганді за мир». 
Водночас у 1999 році вона відмовилася приймати нагороду Overseas Press Club, протестуючи проти вимоги не ставити запитання головного спікера посла Річарда Холбрука[уточнити], заявивши, що OPC відзначала Індонезію за покращення дотримання прав журналістів, попри те, що останнім часом її правоохоронці калічили і вбивали медійників в окупованому Східному Тиморі.
У травні 2012 року Гудман отримала почесний докторський ступінь Університету ДеПауу за визнання її журналістської роботи. Також вона отримала премію Ганді за «значний внесок у формування сталого міжнародного миру».
16 травня 2014 року Гудман отримала ступінь почесної докторки літератури в Купівельному коледжі SUNY у якості визнання її внеску у розвиток прогресивної журналістики. 
У лютому 2015 року Гудман (разом з Лаурою Пуатра) отримала Премію «Досягнення каменю за життя»[що це?] від Фонду Неймана з журналістики в Гарварді.